# Enrico La Loggia (1872-1960)
Pour les articles homonymes, voir La Loggia (homonymie).
Ne doit pas être confondu avec Enrico La Loggia (1947).
Enrico La Loggia, né le 22 février 1872 à Cattolica Eraclea, mort le 7 février 1960 à Palerme, est un homme politique italien.

## Biographie

### Responsable du mouvement coopératif sicilien
Enrico La Loggia naît dans une famille de propriétaires terriens progressistes : son père Giuseppe et son oncle Gaetano (it) se sont engagés auprès de Garibaldi.
Il est titulaire d'un laurea en droit obtenu en 1891 à l'université de Palerme grâce à une thèse consacrée à la théorie de la population qui lui vaut les félicitations de l'économiste Maffeo Pantaleoni.
Tout en adoptant une forme de modération politique, il soutient les revendications sociales des Faisceaux siciliens (1892-1894) sur la ligne défendue par Napoleone Colajanni.
Il échappe à la répression menée par Francesco Crispi mais revient à Agrigente pour s'installer comme avocat. Enrico La Loggia s'éloigne du Parti socialiste italien lui préférant le réformisme social du Parti socialiste réformiste italien proche de la franc-maçonnerie. Il aspire à un socialisme libéral et individualiste, prône les coopératives, la petite propriété paysanne, l'industrialisme artisanal et un système politique démocratique.
Partisan d'un corporatisme régionaliste, il se détache d'une vision classiste et participe à l'essor du mouvement coopératif dans la province d'Agrigente aux côtés entre autres de Lorenzo Panepinto (assassiné par la mafia en 1911), Michele Sclafani et Giovanni Guarino Amella. Il fonde la Caisse agraire (Cassa Agraria) de Cattolica Eraclea, et dirige la Fédération sicilienne des coopératives, créée en 1907 sous le nom de Fédération des coopératives de crédit et rebaptisée en 1911, œuvrant principalement dans la région d'Agrigente. Apolitique quoique liée du Parti radical sur l'île après la Première Guerre mondiale, la fédération fait le lien entre le mouvement coopératif socialiste et les coopératives catholiques, et discute favorablement avec la Banco di Sicilia, intéressée par l'émergence d'acteurs économiques laïques et non idéologiques.

### Parlementaire italien
En 1913, il échoue à être élu à la Chambre des Députés dans la circonscription de Licata pour le Mouvement coopératif. Il se montre favorable à l'entrée en guerre de l'Italie aux côtés de l'Entente cordiale en 1914, espérant que la défaite de l'empire austro-hongrois favorisera la consolidation de l'Unité italienne.
Grâce à l'introduction de la proportionnelle, il est élu député d'Agrigente en 1919. Il prend régulièrement la parole et est rapporteur de plusieurs projets de loi importants, dont la réforme du code civil et porte des propositions de loi ébauchant une réforme agraire ou initiant la régionalisation des travaux publics en Sicile, ce texte étant considéré comme une première tentative de donner une autonomie à la Sicile.
Après sa réélection aux élections de 1921, il est nommé sous-secrétaire aux finances dans les gouvernements Facta I et Facta II (1922). Il enseigne à cette époque l'économie politique à l'université de Palerme.
Réélu lors des élections générales de 1924, il porte en justice les fraudes du scrutin qu'avait dénoncées également son ami Giacomo Matteotti, député socialiste tué par les fascistes en juin.
En 1925, s'estimant insulté par Achille Starace, il provoque en duel le député fasciste qui ne se présente pas. Déchu pour avoir défié le pouvoir fasciste, il retourne à Agrigente, où le régime le surveille étroitement.
Il installe son cabinet à Palerme en 1943.

### Artisan du statut d'autonomie de la Sicile
Après le débarquement allié en Sicile, il abandonne son militantisme coopératif et ne retrouve pas de mandat électif, ne l'empêchant pas de jouer un rôle intellectuel de premier plan sur l'île. Développant sa pensée juridique et économique, il est comparé en Sicile à l'influence de Luigi Einaudi en Italie. Il refuse d'intégrer le comité de libération nationale sicilien.
Il publie Ricostruire (« Reconstruire ») en 1943, manifeste pour une autonomie spéciale pour la Sicile. Dans cette publication, première à être autorisée par les forces alliées depuis le débarquement, il prône, influencé par la pensée de Francesco Saverio Nitti, l'intervention de l’État pour une organisation corporatiste et technocratique régionale à même de relancer l'économie sicilienne et de corriger l'infériorité économique du Mezzogiorno. Opposé au séparatisme sicilien qui selon lui maintiendrait la Sicile dans un sous-développement, il croit en une décentralisation industrielle, un ambitieux plan de grands travaux publics financé par l’État et des subventions nationales au profit de l'île dans une logique de réparation, c'est-à-dire au prétexte des torts sociaux et économiques produits par les politiques de développement discriminatoires envers l'Italie du Sud depuis le Risorgimento et sous le fascisme. En octobre 1943, pour contrer l'influence de Guarino Amelia et d'Eduardo Pancamo, il crée le Front unique sicilien unitaire et initie le mois suivant une déclaration antiséparatiste signée par Baviera, Ramirez, Mattarella, Aldisio, Restivo, Alessi, Montalbano, Mineo et A. Lo Presti.
Il est nommé au conseil consultatif auprès du Haut commissaire pour la Sicile en février 1944, et siège parmi les 36 membres de la consulta regionale nommée le 28 décembre 1944 par le gouvernement, et qui s'installe en février 1945. Il en intègre la commission restreinte chargée de rédiger le projet de statut spécial pour l'autonomie de l'île à partir de novembre en remplacement du libéral Carlo Orlando.
Lors de la rédaction du statut d'autonomie spéciale de la Sicile, il obtient l'introduction de l'article 38, prévoyait un fonds national de solidarité en faveur de la Sicile actant le principe réparationniste. Il aboutit à la création de la Cassa del Mezzogiorno. Aujourd'hui, ce principe est analysé comme ayant accentué les difficultés de l'île plutôt que de les avoir atténuées.
Respecté autant que redouté, politiquement modéré mais colérique, franc-maçon et anticlérical, il finit son parcours politique proche de la Démocratie chrétienne au sein de laquelle son fils, Giuseppe, fera un parcours politique de premier ordre. Il est vice-président de la Cassa centrale di risparmio Vittorio Emanuele per le province siciliane.

## Famille
Enrico La Loggia est le père de Giuseppe La Loggia, président démocrate chrétien de la Région sicilienne de 1956 à 1958 puis député national, de Mario, directeur de l'hôpital psychiatrique et chef du groupe DC au conseil municipal d'Agrigente, soupçonné à tort d'avoir tué le commissaire Cataldo Tandoy dont la femme était sa maitresse,.
Il est également le grand-père d'Enrico La Loggia, fils de Giuseppe, parlementaire Forza Italia et ministre de Silvio Berlusconi.

## Publications
- Contributo a nuovi studi sulle affittanze collettive, Agrigente, Federazione Siciliana della Cooperative, 1912.
- Ricostruire, Palerme, Casa Ed. Palumbo, 1943.
- Autonomia e rinascita della Sicilia, Palerme, IRES, 1953.